# John C. Hocking
John C. Hocking (1960) is een Amerikaans fantasyschrijver.
John C. Hocking werd geboren in 1960 en is vooral bekend als schrijver van het Conan de Barbaar boek Conan and the Emerald Lotus uit 1995. Daarna schreef hij vooral voor het Sword & Sorcery blad Flashing Swords. Er zijn plannen voor een webcomic, Catspaw genaamd, die hij samen met tekenaar Storn A. Cook zou gaan maken.

## Korte bibliografie
- 1995 - Conan and the Emerald Lotus
- 2005 - A Night in the Archives
- 2005 - Web of Pale Venom
- 2005 - The Lost Path Between the Worlds
- 2006 - By the Sword

- International Standard Name Identifier: 0000 0001 0993 5783
- Library of Congress Control Number: no99090449
- Nationale Bibliotheek van Tsjechië: jn20010309713
- SNAC: w65n4wr2
- Virtual International Authority File: 84069621
- WorldCat: E39PBJp66dckhY4hCf6T73pByd